# Wilhelm Friedberg
Wilhelm Franciszek Friedberg (ur. 29 stycznia 1873 w Borysławiu, zm. 10 czerwca 1941 w Krakowie) – polski geolog i paleontolog. Głównym polem zainteresowań Friedberga były skamieniałości miocenu Polski. Opracował zmienność osobniczą, filogenezę i paleoekologię wielu ślimaków i małży miocenu, ich zasięg geograficzny i stratygraficzny.

## Życiorys
Był synem inspektora kopalń. Początkowo pracował naukowo we Lwowie, gdzie w 1899 otrzymał stopień doktora filozofii na Uniwersytecie Jana Kazimierza. W 1904 uczył przyrody w C.K. I Gimnazjum w Rzeszowie, a jednym z jego uczniów był Władysław Szafer. W 1907 otrzymał tytuł docenta Politechniki Lwowskiej. W 1919 mianowano go starszym geologiem Państwowego Instytutu Geologicznego. W państwowej służbie geologicznej był zatrudniony do 1921. W 1919 przeniósł się do Poznania, gdzie pracował na tamtejszym uniwersytecie jako profesor do 1929. W tym czasie zorganizował tam pierwszy na uczelni Instytut-Zakład Paleontologiczny, piastował także stanowisko dziekana Wydziału Matematyczno-Przyrodniczego i prorektora. Od 1929 do 1933 kierował katedrą paleontologii na Uniwersytecie Jagiellońskim w Krakowie. W 1933, po przejściu na emeryturę, wrócił do Lwowa, ponownie osiadł w Krakowie w 1938.
W 1930 wybrany na członka korespondenta PAU. Był także członkiem Poznańskiego Towarzystwa Przyjaciół Nauk oraz Francuskiego Towarzystwa Geologicznego w Paryżu. Przez wiele lat pracował jako nauczyciel szkół średnich we Lwowie i Krakowie. Napisał blisko 100 prac naukowych i popularyzatorskich. Pochowany został na cmentarzu Rakowickim (kwatera Lc zach.).

## Najważniejsze prace
- Atlasu geologicznego Galicji (1902) – współautor
- Mięczaki mioceńskie ziemi polskich” (1911 – 1928)
- Studia nad formacją mioceńską ziem polskich (cz. I – VI 1914 – 1930)
- Zasady geologii” (1923).